# Tadeusz Dołęga-Mostowicz
Tadeusz Dołęga-Mostowicz (Akuniova, 1898. augusztus 10. – Kuty, 1939. szeptember 20. vagy 1939. szeptember 22.) lengyel író, újságíró és több mint tucat népszerű regény szerzője volt. Egyik legismertebb műve, amely Lengyelországban a véletlen karrierizmus szállóigévé vált, a Nicodemus Dyzma karrierje (lengyelül: Kariera Nikodema Dyzmy, 1932) volt (magyarul Karrier címmel jelent meg). Az irodalomtörténészek úgy vélik, hogy a könyv ihlette Jerzy Kosiński 1971-es Being There című regényét, néhányan pedig plágiummal vádolják Kosińskit, ami komoly vitákat váltott ki.

## Élete és munkássága
Tadeusz Mostowicz, egy gazdag lengyel ügyvéd fia a felosztások korában, 1898. augusztus 10-én született családja falujában, Okuniewoban, Vicebszk közelében, az Orosz Birodalomban (ma Fehéroroszország). A gimnázium elvégzése után Vilnában (ma Vilnius, Litvánia), majd az Orosz Birodalomban is 1915-ben a kijevi egyetemen kezdett jogi tanulmányokat folytatni, miközben Közép-Európában dúlt az első világháború. Barátságba lépett a lengyel diaszpóra számos tagjával, és bekapcsolódott a Polska Organizacja Wojskowa (Lengyel Katonai Szervezet, lengyelül "POW") helyi földalatti csoportjába.
Az orosz forradalom után Okuniewót elfoglalta a bolsevik Oroszország, Mostowicz családja pedig visszaköltözött az újjászületett Lengyelországba, ahol egy kis falut vásároltak. Szintén 1918-ban Tadeusz Varsóba költözött, ahol csatlakozott a lengyel hadsereghez. Önkéntesként harcolt az 1919–21-es lengyel–szovjet háborúban, majd 1922-ben leszerelték.

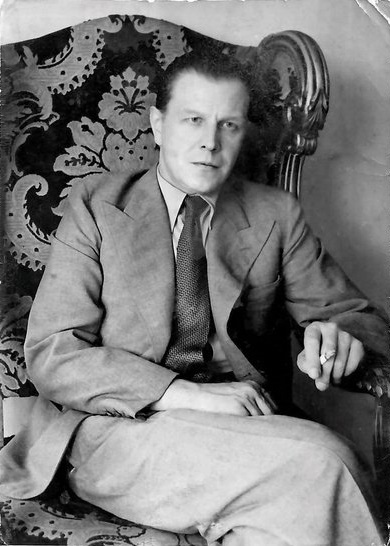
Dołęga-Mostowicz mint népszerű regényíró

Nyomdákban dolgozott, novellákat küldött az újságoknak, és végül kiderült, hogy tehetséges riporter. 1925-től a Rzeczpospolita (Köztársaság) című napilap munkatársa volt, amely Lengyelország egyik legbefolyásosabb újságja. Ekkortájt vette fel a „Dołęga” nevet, édesanyja Dołęga címere után. Újságíróként kezdett el novellákat és röpiratokat publikálni, amelyek közül sok jelentős népszerűségre tett szert.
1928-ban felhagyott újságírói munkájával, és teljes munkaidőben szépirodalom írásának szentelte magát. A következő évben befejezte első regényét, és 1930-ban Ostatnia brygada (Az utolsó brigád) címen adta ki. Azonban csak 1932-ben vált híressé a Kariera Nikodema Dyzmy (Nikodémus Dyzma karrierje) című könyvének szerzőjeként, amely a legnépszerűbb könyve. A kezdetben újságokban megjelent regény nagy sikert aratott. Ezt követően Mostowicz átlagosan 2 regényt írt évente. Havi bevétele a becslések szerint meghaladta a 15 000 zlotyt, mintegy 2 800 1939 amerikai dollárt.
Az 1939-es lengyelországi invázió során Dołęga-Mostowiczot mozgósították, és a délkelet-lengyelországi Kuty városában a Czeremosz folyón átívelő hidat védő előőrs parancsnokaként szolgált. 1939. szeptember 22-én az előrenyomuló szovjet Vörös Hadsereggel vívott összecsapásban életét vesztette. Ebből kifolyólag a legtöbb könyvét betiltották a sztálinista Lengyelországban a kommunista hatalomátvétel után.
1978-ban földi maradványait exhumálták, és november 24-én a varsói Powązki temetőben temették el.

## Művei

### Regények
- Ostatnia brygada (1930/1932)
- Kariera Nikodema Dyzmy (1931/1932)
- Kiwony (1932/1987)
- Prokurator Alicja Horn (1933)
- Bracia Dalcz i S-ka (1933)
- Trzecia płeć (1934)
- Świat pani Malinowskiej (1934)
- Złota Maska (1935)
- Wysokie Progi (1935)
- Doktor Murek zredukowany (1936)
- Drugie życie doktora Murka (1936)
- Znachor (1937)
- Ich dziecko (1937)
- Trzy serca (1938)
- Profesor Wilczur (1939)
- Pamiętnik pani Hanki (1939)

### Forgatókönyvek
- Doktór Murek (1939)
- Trzy serca (1939)
- Biały Murzyn (1939)
- Testament profesora Wilczura (1939)nikodemus dyzma

### Magyarul megjelent
- Hanka asszony naplója I-II. (Pamiętnik pani Hanki) – Magvető, Budapest, 1961 (Vidám könyvek) · Fordította: Mészáros István
- Karrier I-II. (Kariera Nikodema Dyzmy) – Magvető, Budapest, 1962 (Vidám könyvek) · Fordította: Mészáros István

## Film adaptációk
| Regény | Film                                                                                             |
| Ostatnia brygada (1930/1932) | Ostatnia brygada (1938)                                                                          |
| Kariera Nikodema Dyzmy (1932) | Nikodem Dyzma (1956) Kariera Nikodema Dyzmy (Egy szélhámos karrierje, 1980)                      |
| Prokurator Alicja Horn (1933) | Prokurator Alicja Horn (1933)                                                                    |
| Złota Maska and Wysokie Progi (1935) | Złota Maska (1939, released in 1940 due to World War II)                                         |
| Doktor Murek zredukowany and Drugie życie doktora Murka (1936) | Doktór Murek (1939) Doktor Murek (1979) TV miniseries                                            |
| Znachor (1937) | Znachor (1937) The Quack (Prof. Kuruzsló, 1982) Forgotten Love (A szeretet gyógyító ereje, 2023) |
| Trzy serca (1938) | The Three Hearts (1939)                                                                          |
| Profesor Wilczur (1939) | Profesor Wilczur (1938)                                                                          |
| Pamiętnik pani Hanki (1939) | Pamiętnik pani Hanki (Hanka asszony naplója, 1963)                                               |
| A Testament profesora Wilczura lengyel film egy spin-off volt (1939-ben forgatták, 1942-ben, Lengyelország második világháborús megszállása idején mutatták be); mára elveszett film, amely Znachor és Wilczur professzor egyik mellékszereplőjének történetét folytatta. A Kariera Nikodema Dyzmy cselekménycsavarját a Kariera Nikosia Dyzmy (Nikos Dyzma karrierje, 2002) ismételte meg. |                                                                                                  |

## Fordítás
- Ez a szócikk részben vagy egészben  a   Tadeusz Dołęga-Mostowicz című angol Wikipédia-szócikk fordításán alapul.  Az eredeti cikk szerkesztőit annak laptörténete sorolja fel. Ez a jelzés csupán a megfogalmazás eredetét és a szerzői jogokat jelzi, nem szolgál a cikkben szereplő információk forrásmegjelöléseként.